# Zauberstück
Das Zauberstück oder Zauberspiel ist ein Theatergenre, das im Zeitalter des Barocks, also im 17. und 18. Jahrhundert, aufblühte und zumeist mit aufwändiger Bühnentechnik realisiert wurde, die Verwandlungen auf offener Szene, Versenkungen, Einsätze eines Deus ex machina und weitere spektakuläre Auftritte ermöglichte („Maschinenkomödie“).

## Historische Voraussetzungen
Seine Voraussetzung ist die Loslösung der europäischen Gesellschaft von einer mittelalterlichen Religiosität und die allmähliche Festigung eines modernen rationalen Weltbilds. Sobald Zauberkunst bühnentechnisch machbar ist, was man sich durch einen Blick hinter die Kulissen bestätigen kann, verliert sie ihr Unheimliches und wird als Unterhaltung gesellschaftsfähig. Das Zauberstück ist dann in den Worten von Johann Heinrich Campe „ein bezauberndes Stück, wie auch ein Stück, in welchem Zauberei vorkömmt“.

## Charakteristik
In den barocken Zauberstücken schwingt stets noch ein grundsätzlicher, die damaligen Menschen beschäftigender Widerspruch zwischen Sein und Schein, zwischen göttlicher Fügung und menschlichem Willen mit. Oft enthalten Zauberstücke (als sogenannte Besserungsstücke, ähnlich wie die mittelalterlichen Moralitäten) ethisch-moralische Forderungen. Dies wird von Otto Rommel auf das Jesuitendrama zurückgeführt.
Ein Zentrum des (späten) Zauberstücks war um 1800 das Leopoldstädter Theater in Wien mit seinen Hausautoren Josef Alois Gleich, Carl Meisl und Adolf Bäuerle im Genre des Alt-Wiener Volkstheaters.
Im Personal der Zauberstücke mischen sich mythologische Figuren mit märchenhaften. Auch die Typen der Commedia dell’arte und weitere komische Figuren kommen gelegentlich vor. In einer Rahmenhandlung diskutieren oft Götter und Geister über das Schicksal der Figuren in der Binnenhandlung. Aus dem Fauststoff sind zahlreiche Zauberstücke entstanden.
Spezialformen des Zauberstücks sind die Zauberoper (etwa Der Fagottist, oder: Die Zauberzither oder Die Zauberflöte, beide 1791) und die ältere Pantomime (siehe etwa Der siegende Amor, 1814).

## Weiterentwicklungen
Seit dem 19. Jahrhundert wurde das Zauberstück nicht mehr im gleichen Maß ernst genommen. Ferdinand Raimund versuchte noch, dieser Entwicklung entgegenzuwirken, indem er es mit romantischen Inhalten füllte. Das Zauberstück verlor seinen weltanschaulichen Hintergrund und verlagerte sich entweder ins „naive“ Kindertheater oder wurde zu einem eher äußerlichen Spektakel eindrücklicher Technik und Ausstattung (wie die Feerie oder später die amerikanische Extravaganza). 
Der Fantasyfilm entwickelte sich aus dem Zauberstück, wie zum Beispiel frühe Filmbeispiele von Georges Méliès zeigen. Die Faszination durch die Bühnenmaschinerie hat sich heute auf die Spezialeffekte und visuellen Effekte im Film verlagert.